# Astragalus kalatehensis
Astragalus kalatehensis es una especie de planta del género Astragalus, de la familia de las leguminosas, orden Fabales.

## Distribución
Astragalus kalatehensis se distribuye por Irán.

## Taxonomía
Fue descrita científicamente por Maassoumi & Kaz. Osaloo. Fue publicada en Iran. J. Bot. 11(2): 138 (140; fig. 2) (2006).